# Atacuri asupra bazelor americane din Irak, Iordania și Siria în timpul războiului Israel-Hamas
Începând cu 17 octombrie 2023 și ca răspuns la sprijinul Statelor Unite ale Americii pentru Israel în războiul Israel-Hamas, milițiile susținute de republica Iran au inițiat o serie coordonată de peste 170 de atacuri asupra bazelor și activelor militare americane din Siria, Irak și Iordania.    Aceste atacuri au avut ca rezultat rănirea a zeci de americani aflați în serviciu militar (dar și uciderea unor militari americani). Ca răzbunare, SUA au lansat mai multe contraatacuri, ceea ce a dus la moartea a peste 30 de militanți, inclusiv un comandant superior al Mișcării Nujaba⁠(d), Mushtaq Talib al-Saidi⁠(d).  În februarie 2024, în urma atacurilor aeriene americane în Irak și Siria, atacurile miliției împotriva forțelor americane au fost oprite. 

## Atacuri
La 17 octombrie 2023, pe fondul războiului Israel-Hamas, militanți irakieni au lansat o lovitură cu drone asupra bazei aeriene al-Asad, o bază a Statelor Unite din nordul Irakului.   Atacul aerian a fost interceptat.  A doua zi, o alarmă falsă în baza aeriană a provocat moartea unui antreprenor civil din cauza unui stop cardiac.  La 20 octombrie, SUA a ordonat tuturor membrilor personalului care nu fac parte din situații de urgență să părăsească ambasada din Bagdad și consulatul din Arbil. 
La 20 noiembrie 2023, opt soldați americani și din coaliție au fost răniți în urma unui atac cu rachete balistice și au fost aduse daune infrastructurale minore după ce baza aeriană a fost atacată de o rachetă balistică. 
La 20 ianuarie 2024, Rezistența Islamică din Irak și-a revendicat responsabilitatea pentru lovirea bazei cu zeci de rachete care au rănit mai mulți militari americani și un militar irakian.   La ora 18:30, ora Bagdadului, Rezistența Islamică din Irak a lansat mai multe rachete balistice și alte rachete spre baza aeriană Al-Asad. Armata Statelor Unite a încercat să apere baza cu rachete Patriot. Peste 15 rachete MIM-104 Patriot au fost lansate pentru apărarea bazei. 
La 5 august 2024, un atac cu rachete a vizat baza aeriană Al-Asad din vestul Irakului, ceea ce a dus la rănirea a cel puțin cinci militari americani și doi contractori. Atacul a implicat tragerea a două rachete Katiușa, care au aterizat în interiorul bazei. Unul dintre militarii răniți a suferit răni grave.  Incidentul este văzut ca o potențială escaladare a tensiunilor existente între Iran și Statele Unite. 

#### Baza aeriană Al-Harir
La 8 noiembrie 2023, o dronă armată a vizat baza aeriană al-Harir unde se află forțele americane din nordul Irakului.  La 25 decembrie 2023, Rezistența Islamică din Irak a revendicat responsabilitatea unui atac cu drone asupra bazei care a rănit trei soldați americani, unul fiind critic.  

#### Alte atacuri
La 9 noiembrie 2023, forțele americane au fost lovite de trei ori în 24 de ore, inclusiv lovituri cu drone în Baza Aeriană Al-Asad și Baza Aeriană Al-Harir, precum și un atac cu IED asupra unei patrule în apropierea barajului Mosul. 
La 18 ianuarie 2024, Rezistența Islamică din Irak a doborât o dronă americană MQ-9 Reaper, după ce a decolat din Kuweit, lângă Muqdadiyah, guvernoratul Diyala.  

### Siria

#### Garnizoana Al-Tanf
La 18 octombrie 2023, o lovitură cu dronă a unui proxy iranian asupra garnizoanei Al-Tanf⁠(d) a provoat peste 20 de răniți.  La 1 noiembrie, a avut loc o lovitură minoră cu drone în garnizoană. 

#### Câmpul Al-Omar
La 4 februarie 2024, o dronă a lovit un teren de antrenament de pe câmpul Al-Omar din Deir ez-Zor, estul Siriei, care găzduiește trupe americane, potrivit Forțelor Democratice Siriene. Nu au fost raportate victime în rândul forțelor americane, dar cel puțin șapte luptători kurzi au fost uciși și 18 au fost răniți. Rezistența islamică din Irak a revendicat atacul.   FDS a condamnat atacul și a afirmat că are „tot dreptul să răspundă”. 

#### Alte atacuri în Siria
La 24 octombrie 2023, Rezistența Islamică din Irak a revendicat responsabilitatea pentru mai multe lovituri cu drone asupra bazelor americane din estul Siriei, în special zăcământul petrolier al-Omar din guvernoratul Deir ez-Zor și al-Shaddadi din guvernoratul Al-Hasakah. 
La 10 ianuarie 2024, Rezistența Islamică din Irak a revendicat un atac asupra bazei Hemo din nordul provinciei Hasakah. Ca urmare a acestui atac, SUA s-a retras de la bază, evacuând 350 de soldați americani spre baza Tal Baidar care a fost și ea vizată anterior de Rezistența Islamică din Irak în noiembrie 2023. 
La 21 aprilie 2024, cinci rachete au fost lansate din Zummar, Irak,⁠(d) către baza Kharab al-Jir din Siria, care găzduiește soldați americani și ai coaliției, în primul atac major de la începutul lunii februarie. Niciun american nu a fost rănit. Observatorul Sirian al Drepturilor Omului a pus atacul pe seama Rezistenței Islamice din Irak. Autoritățile irakiene au lansat o percheziție în provincia Ninive, unde a localizat și incendiat vehiculul folosit în atac.  
La 9 august 2024, o dronă kamikaze a lovit baza militară americană Rumalyn Landing Zone din estul Siriei, rănind mai mulți soldați americani.  

### Iordania

#### Avanpostul Turnul 22
La 28 ianuarie 2024, a avut loc un atac cu dronă la un avanpost american din Iordania, soldat cu moartea a trei soldați americani și rănirea altor 47.  